# Melchior Nysmans
Melchior Nysmans fut le 43e abbé de l'histoire de l'abbaye de Parc, ayant administré l'établissement monastique de 1793 jusqu'à sa mort en 1810. Cette abbaye affiliée à l'ordre des Prémontrés est située près de Louvain, en Belgique, dans le Brabant flamand. Fondée dans le duché de Brabant en 1129, elle est toujours en activité.
Sous la prélature de l'abbé Melchior Nysmans, en 1796, les ordres religieux furent supprimés en Belgique. En 1797, les chanoines furent expulsés de leur monastère. L'argenterie et les livres, soustraits un temps, furent confisqués. Un notaire de Louvain procéda à la vente publique des meubles de l'église. L'abbaye elle-même fut vendue, l'acquéreur en céda la propriété aux religieux, qui y demeurèrent un temps, mais ils finirent déplacés vers les anciennes cures de l'abbaye.
Quittant donc leur abbaye du fait de la Révolution française, les religieux y revinrent en 1802. L'abbaye est morte en 1810 avec Melchior Nysmans, le dernier abbé de l'ancien Régime. Toutefois, la Constitution Belge consacrant la liberté d'expression, les religieux survivants commencèrent en 1836 une nouvelle histoire pour l'abbaye de Parc avec la restauration du monastère et l'installation du supérieur Pierre Ottoy à sa tête.

## Chronologie
Melchior Nysmans, fils de Jean-Baptiste Nysmans et de Pétronille Reynders est né et baptisé à Vorst, en Campine, le 26 octobre 1729,.
Il devient profès en 1751, prêtre en 1753, circateur et vicaire à Korbeek-Lo en 1757, vicaire à Gempe en 1759, receveur de l'abbaye de Grand-Bigard en 1763, recteur à Notre-Dame-au-Bois en 1777. Il est alors nommé abbé de Parc par lettres patentes de l'empereur François II le 30 août 1793 et installé le 30 septembre 1793,.
Il meurt le 17 décembre 1810.

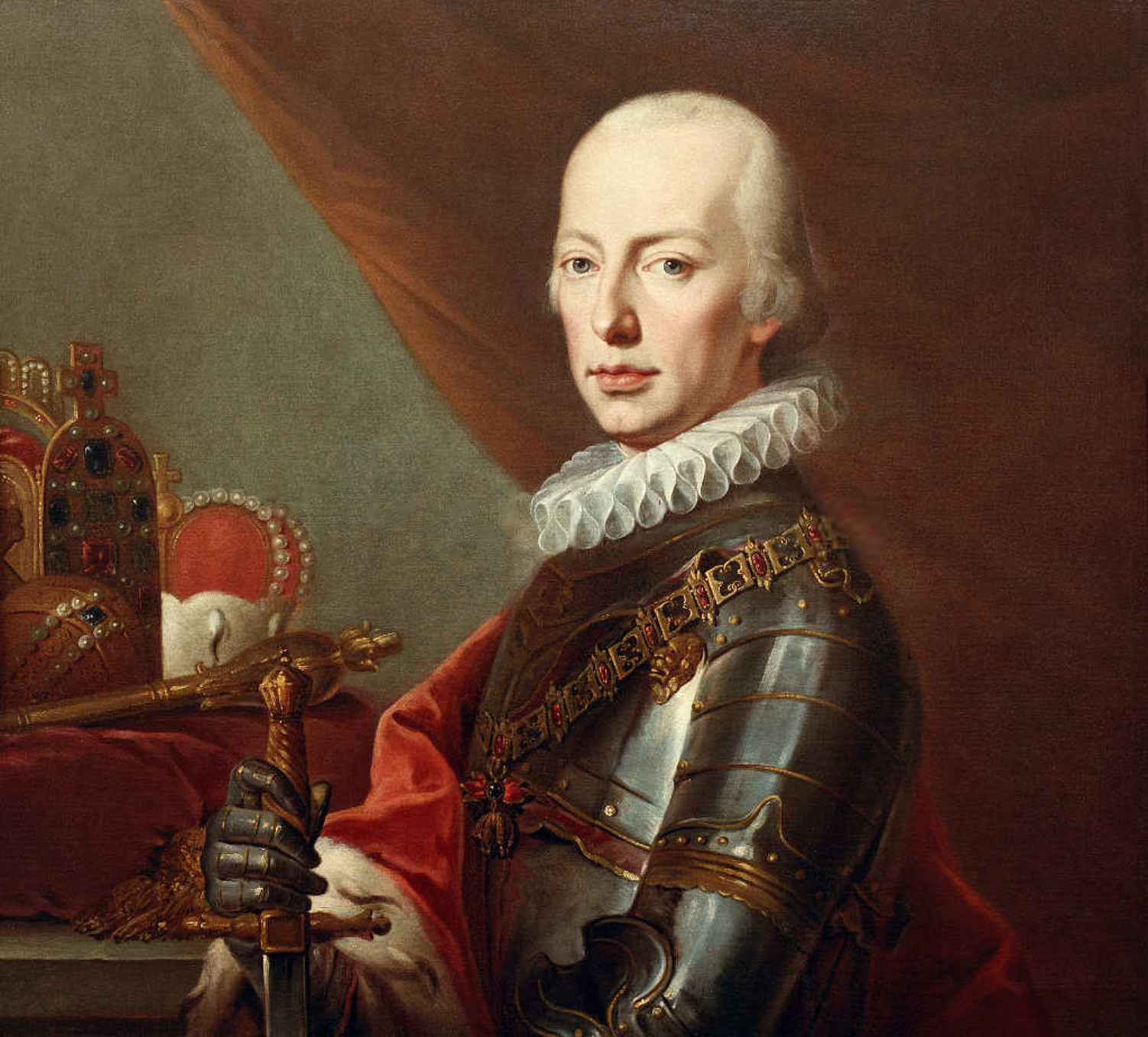
L'empereur du Saint-Empire François II.

## Abbatiat

### Intendance
Du temps de cet abbé, le jour de leur expulsion par les Français, en 1797 précisément, les religieux de l'abbaye étaient au nombre de 54.

### Religion
L'abbé Melchior Nysmans est archichapelain des ducs de Brabant et membre perpétuel aux États de Brabant.

### Politique

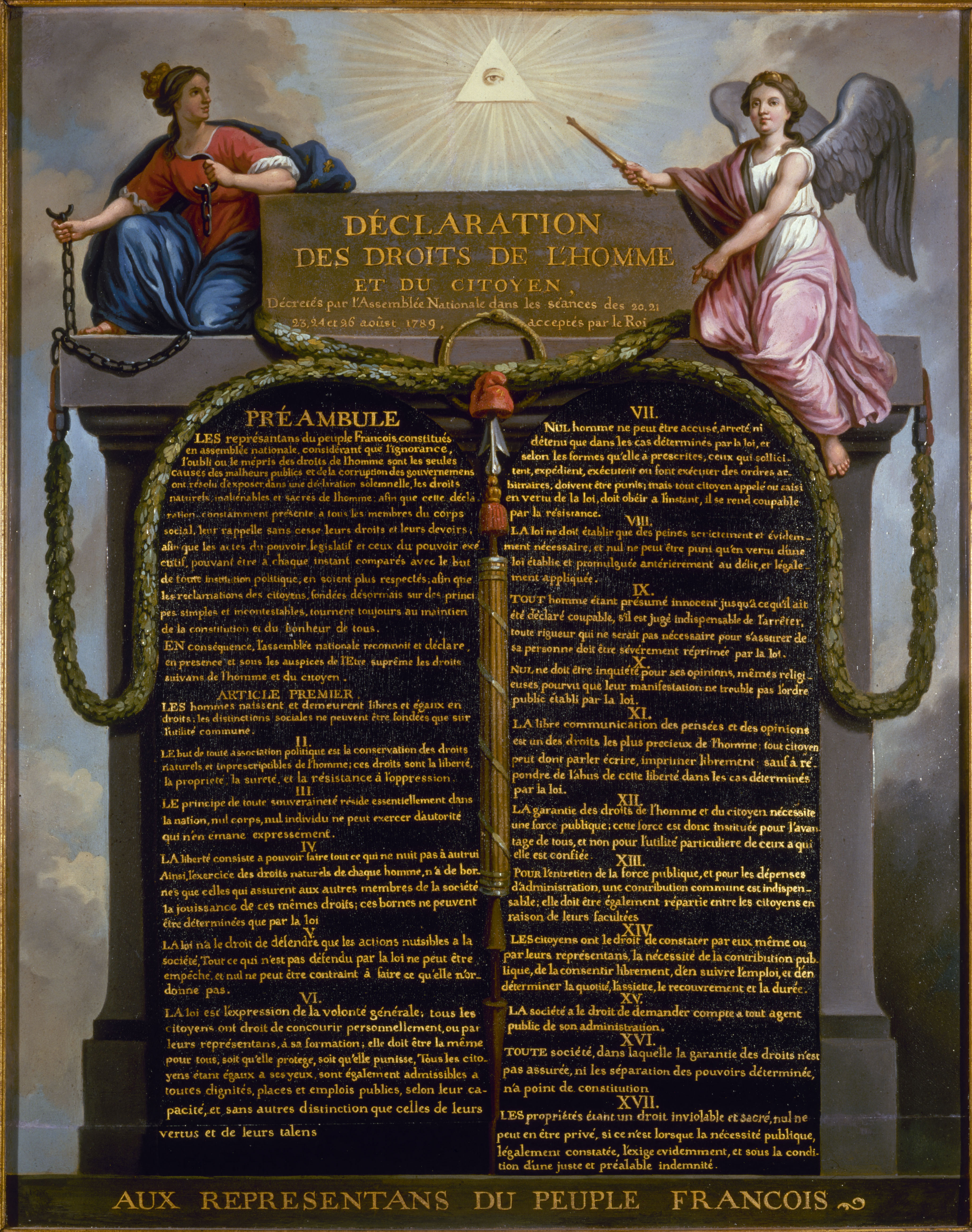
La Déclaration des Droits de l'Homme et du Citoyen liée à la Révolution française.

Sous la prélature de l'abbé Melchior Nysmans, le 1er septembre 1796, les ordres religieux sont supprimés en Belgique.
Le 1er février 1797, les 54 chanoines sont expulsés de leur monastère, ayant anticipé l'événement par l'acheminement de l'argenterie de l'église au-delà du Rhin, mais ce trésor est confisqué dès l'arrivée sur le sol étranger,. De la même façon, certains ouvrages de la bibliothèque de Parc sont déposés à la librairie Michel de Louvain, mais un commissaire de la république les confisque avec ceux restés à l'abbaye.
Le 20 juillet 1797, un notaire de Louvain procède à la vente publique des meubles de l'église, c'est-à-dire des autels, des stalles, des boiseries, le mausolée des abbés, etc.,. Peu de temps après, une requête auprès de l'administration départementale est déposée par des habitants des environs, qui estiment que l'église doit être conservée à l'usage de ceux qui habitent le hameau de Vinckenbosch. Cette requête aboutit à la condition que les religieux quittent effectivement le monastère et que les meubles de l'église soient vendus. Dans la mesure où, le 16 avril 1797, le jour de Pâques, les chanoines célèbrent encore la grand'messe, l'abbaye est vendue, l'acquéreur en cédant la propriété aux religieux, qui y demeurent un temps.  
L'abbé Melchior Nysmans et ses religieux sont cependant déplacés vers les anciennes cures de l'abbaye, ils quittent donc leur abbaye du fait de la Révolution française, mais y reviennent en 1802. Cet abbé est le dernier abbé de l'ancien Régime, il meurt le 17 décembre 1810, et l'abbaye de Parc avec. Mais la Constitution Belge consacrant la liberté d'expression, les religieux survivants commencent le 11 juillet 1836 une nouvelle histoire pour l'abbaye de Parc avec sa propre restauration et l'installation du supérieur Pierre Ottoy à sa tête.

## Postérité

### Portrait
Un portrait de l'abbé Melchior Nysmans, peint par François Xavier Joseph Jacquin, est présent à l'abbaye de Parc.

### Armes de l'abbé
Le blasonnement des armes de l'abbé Melchior Nysmans, telles qu'elles apparaissent sur son portrait, lequel figure à l'abbaye, est : « D'azur au chevron d'or accompagné en pointe d'une étoile d'argent », avec une devise correspondante: « Vidimus stellam ejus »,. En outre, un examen de l'armorial des abbés de Parc permet de rapprocher les armes de l'abbé Melchior Nysmans de celles de tous les autres abbés du monastère.